# 赞比亚之鹰勋章
赞比亚之鹰勋章（英語：Order of the Eagle of Zambia）是赞比亚的最高级民事勋章。1965年设立，分为四个等级，从高到低依次为：大指挥官级、大军官级、军官级和成员级。

## 获授者
- 肯尼思·卡翁达（2003年1月）：赞比亚首任总统[2]